# Querrien
Querrien település Franciaországban, Finistère megyében. Lakosainak száma 1654 fő (2022. január 1.). Querrien Meslan, Guiscriff, Lanvénégen, Guilligomarc’h, Locunolé, Mellac, Saint-Thurien és Tréméven községekkel határos.

## Népesség
A település népességének változása:
| Lakosok száma | 2118 | 1759 | 1650 | 1659 | 1737 | 1743 | 1739 | 1689 | 1665 | 1654 |
|               | 1968 | 1982 | 1990 | 2006 | 2013 | 2015 | 2017 | 2019 | 2020 | 2022 |